# OpenGL ES Shading Language
Die OpenGL ES Shading Language (kurz: GLSL ES) ist eine Programmiersprache, mit der programmierbare Einheiten eines Grafikprozessors, sogenannte Shader, erstellt werden. Diese Shader werden kompiliert, miteinander zu einem fertigen Programm verbunden und mittels OpenGL ES auf eingebetteten Systemen ausgeführt.

## Sprachmerkmale
GLSL ES basiert auf der OpenGL Shading Language (GLSL) und ist als solches auch eine C-ähnliche Programmiersprache. Im Gegensatz zu GLSL gibt es in der aktuellen Version von GLSL ES weniger Texture-Datentypen (Sampler) und bietet wesentlich weniger eingebaute Variablen und Funktionen an. Darüber hinaus kann allerdings mittels Precision-Qualifier die minimale Reichweite und Genauigkeit eines Gleitkomma- oder Ganzzahl-Datentyps bestimmt werden.

## Beispiel
Ein Beispiel eines einfachen GLSL-ES-Programms aus einem Vertex- und einem Fragment-Shader; das Programm zeichnet Objekte in einer zuvor definierten Farbe:

### Vertex-Shader
Dieser Vertex-Shader positioniert den Vertex (a_vertex) mithilfe der Matrix modelViewProjectionMatrix relativ zur Kamera im Raum und übergibt die von der OpenGL ES-API übergebene Farbe (a_color) weiter an den Fragment-Shader.
```
uniform
 
mat4
 
modelViewProjectionMatrix
;

attribute
 
vec4
 
a_vertex
;

attribute
 
vec4
 
a_color
;

varying
 
vec4
 
v_color
;

void
 
main
()

{

  
v_color
 
=
 
a_color
;

  
gl_Position
 
=
 
modelViewProjectionMatrix
 
*
 
a_vertex
;

}

```

Dasselbe Beispiel in Version 3.00:
```
#version 300 es

uniform
 
mat4
 
modelViewProjectionMatrix
;

layout
 
(
location
 
=
 
0
)
 
in
 
vec4
 
a_vertex
;

layout
 
(
location
 
=
 
1
)
 
in
 
vec4
 
a_color
;

out
 
vec4
 
v_color
;

void
 
main
()

{

  
v_color
 
=
 
a_color
;

  
gl_Position
 
=
 
modelViewProjectionMatrix
 
*
 
a_vertex
;

}

```

### Fragment-Shader
Dieser Fragment-Shader setzt die Zeichenfarbe des Fragments auf die vom Vertex-Shader übergebene Farbe.
```
precision
 
mediump
 
float
;

varying
 
vec4
 
v_color
;

void
 
main
()

{

  
gl_FragColor
 
=
 
v_color
;

}

```

Dasselbe Beispiel in Version 3.00
```
#version 300 es

precision
 
mediump
 
float
;

in
 
vec4
 
v_color
;

out
 
vec4
 
my_fragcolor
;

void
 
main
()

{

  
my_fragcolor
 
=
 
v_color
;

}

```

## Versionsgeschichte
| Legende: | Alte Version | Ältere Version; noch unterstützt | Aktuelle Version | Aktuelle Vorabversion | Zukünftige Version |

| Version | Veröffentlichung | Beschreibung / Änderungen |
| ------- | ---------------- | --- |
| 1.00    | 12. Mai 2009     | - OpenGL ES 2.0 - erste Veröffentlichung |
| 3.00    | 11. Juli 2012    | - OpenGL ES 3.0 - Mehrfachauswahl - Nichtquadratische Matrizen - Schwerpunkts-basierte Interpolation und Nicht-Interpolation zwischen Vertex- und Fragment-Shader - Matrix-Funktionen - Derivativ-Funktionen - Ganzzahlige Textur-Datentypen - Vorzeichenlose Ganzzahl-, Vektor- und Textur-Datentypen - hyperbolische Winkel-Funktionen - abscheiden und runden von Gleitkommazahlen - Format-Layout für Variablen-Deklaration - Konvertierung zwischen Ganzzahlen und Gleitkommazahlen mit Beibehaltung der Bit-Level-Darstellung - Packen und Entpacken von Zahlen |
| 3.10    | 17. März 2014    | - OpenGL ES 3.1 - Compute-Shader - Shader-Speicherpuffer-Objekte - Arrays von Arrays - Atomic-Counter - Images - Separate Programm-Objekte (auch bekannt als separate Shader-Objekte) - Explizite Uniform-Locations - Texture-Gather - Bitfield-Operationen - Integer-Mix-Funktionen |
| 3.20    | 6. August 2015   | - OpenGL ES 3.2 - Geometry-Shader - Tessellation-Control-Shader - Tessellation-Evaluation-Shader |